# Clamoris crenata
Clamoris crenata är en skalbaggsart som först beskrevs av Étienne Mulsant 1854.  Clamoris crenata ingår i släktet Clamoris, och familjen svartbaggar. Arten förekommer tillfälligt i Sverige, men reproducerar sig inte.

## Bildgalleri

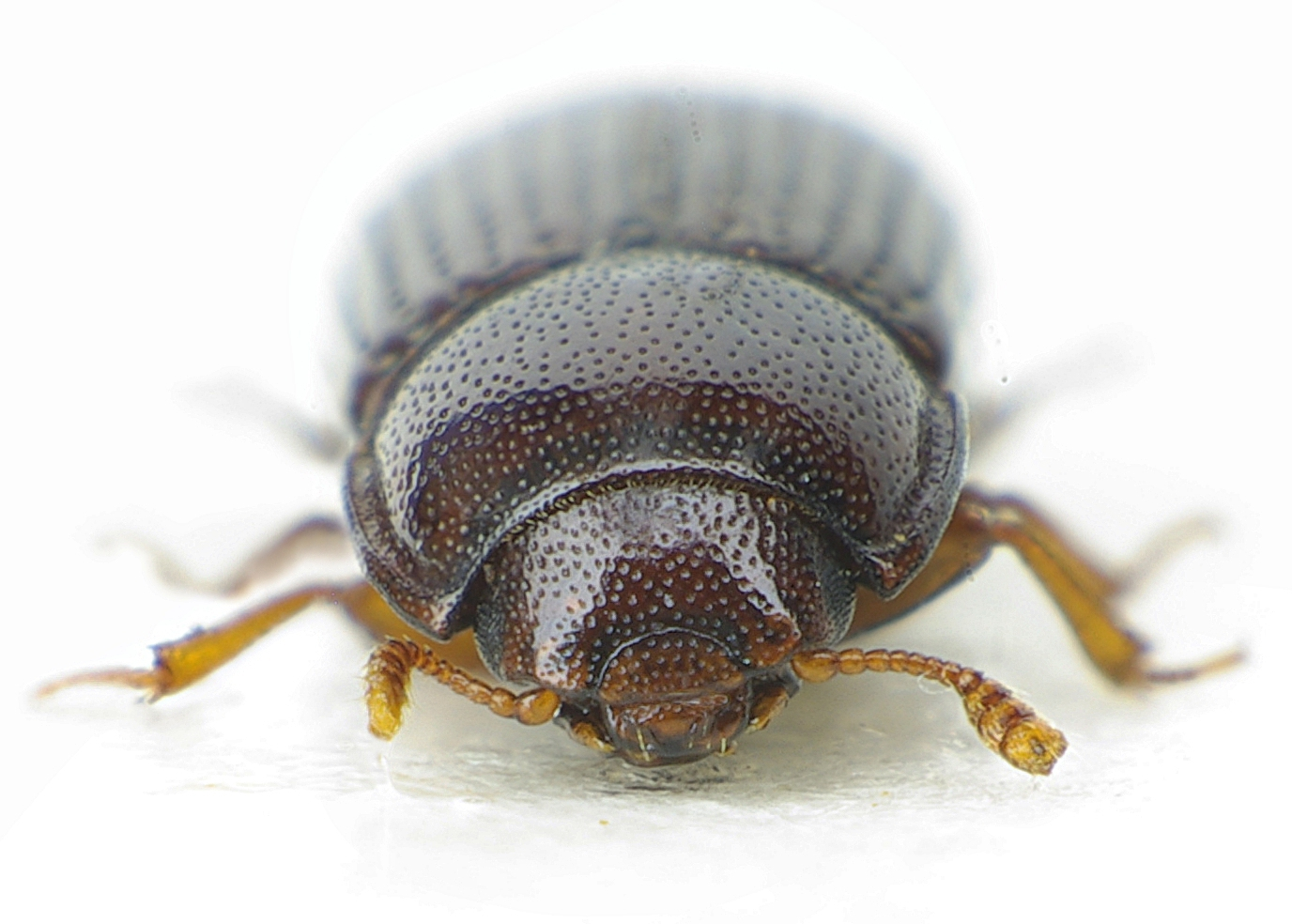
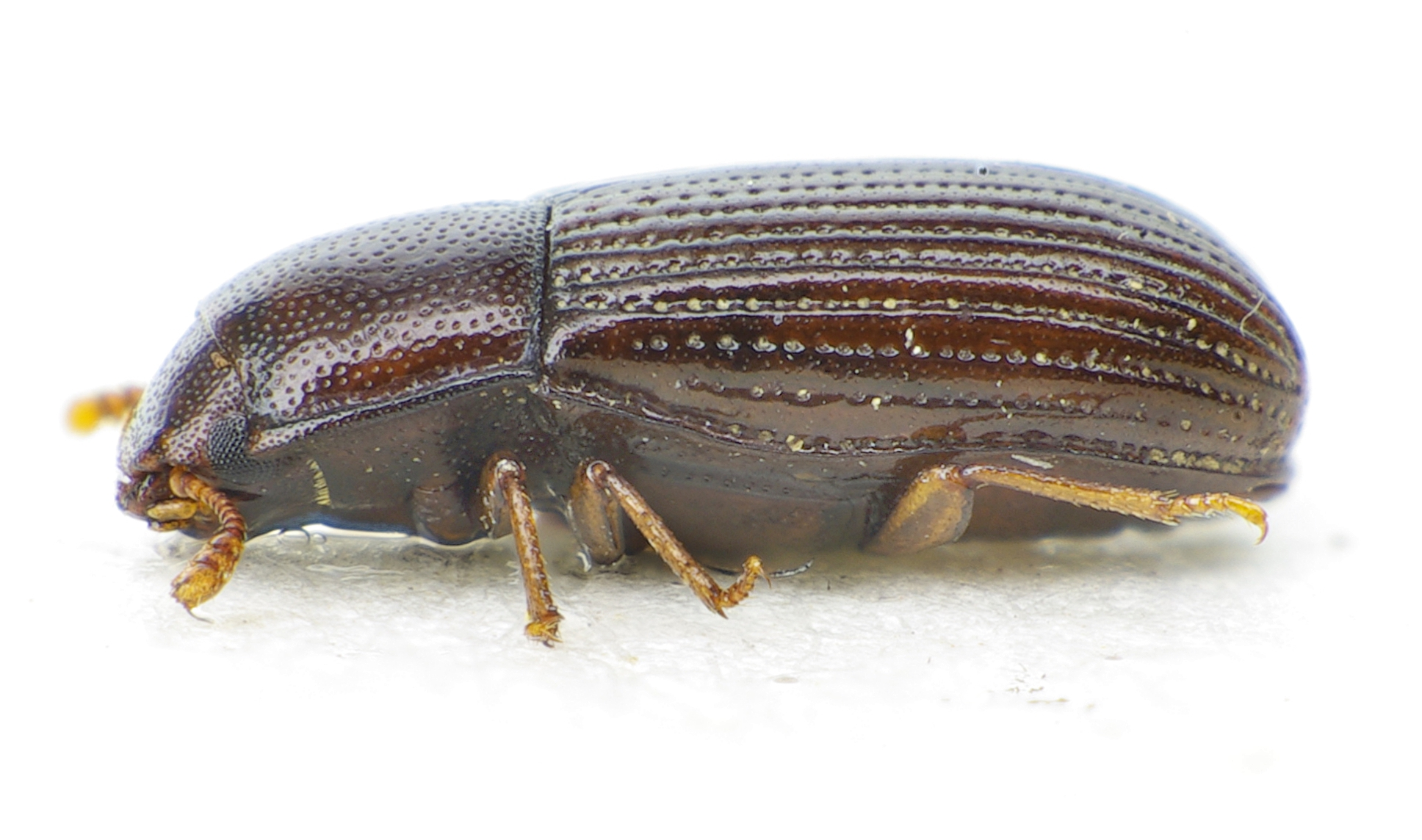
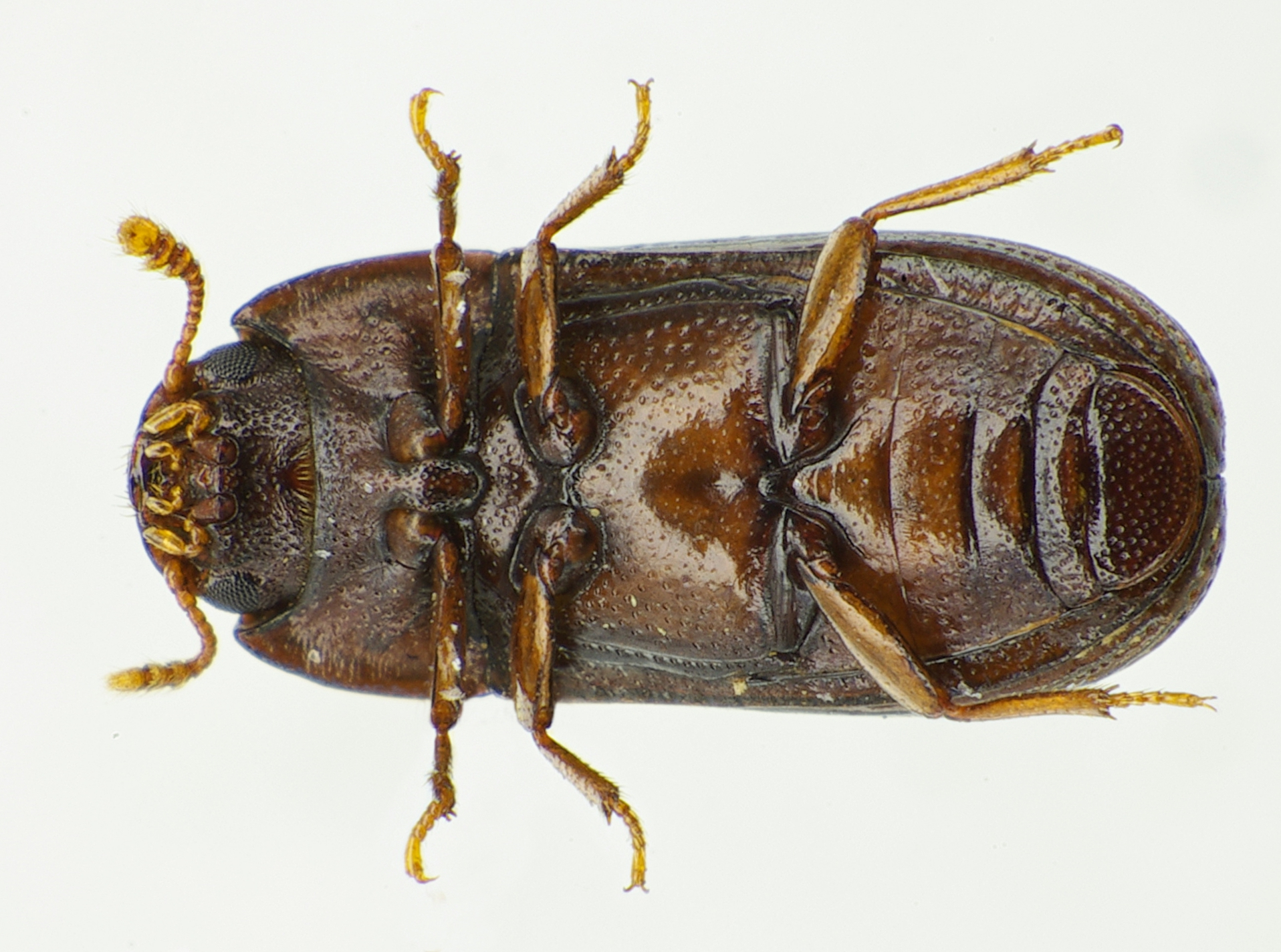
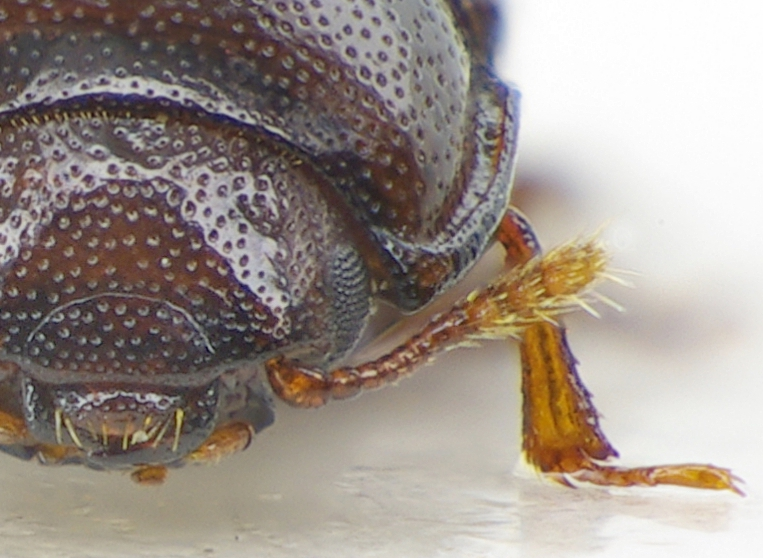